# Para aventuras y curiosidades
Para aventuras y curiosidades es el título del álbum debut de estudio grabado por el dúo venezolano Mau & Ricky. Fue lanzado al mercado bajo el sello discográfico Sony Music Latin el 3 de mayo de 2019. En este álbum, están incluidas las participaciones de Karol G, Becky G, Lali, entre otros.
El álbum se caracteriza por la reunión de las canciones de los hermanos Montaner, tanto como intérpretes, como compositores. Del álbum, se desprenden algunos sencillos como: «Mi mala», «Ya no tiene novio» y «Desconocidos» entre otros. El 3 de mayo de 2019, se presentó el álbum junto al sencillo «La boca», el cual contó con la participación del cantante Camilo.

## Lista de canciones
| N.º   | Título                                                        | Duración |  |
| 1.    | «La boca» (con Camilo)                                        | 3:26     |  |
| 2.    | «Mal acompañados»                                             | 3:04     |  |
| 3.    | «Pizza»                                                       | 3:08     |  |
| 4.    | «Perdóname»                                                   | 3:29     |  |
| 5.    | «Mi mala» (con Karol G)                                       | 3:41     |  |
| 6.    | «Mal de la cabeza» (con Becky G)                              | 4:03     |  |
| 7.    | «Ya no tiene novio» (con Sebastián Yatra)                     | 3:19     |  |
| 8.    | «Sin querer queriendo» (con Lali)                             | 3:50     |  |
| 9.    | «Japonesa»                                                    | 2:35     |  |
| 10.   | «22»                                                          | 2:39     |  |
| 11.   | «Mi mala (Remix)» (con Becky G, Karol G, Lali y Leslie Grace) | 4:15     |  |
| 12.   | «Desconocidos» (con Manuel Turizo y Camilo)                   | 3:25     |  |
| 40:52 |                                                               |          |  |

## Posicionamiento en listas
| Lista (2019)                      | Mejor posición |
| --------------------------------- | -------------- |
| Estados Unidos (Top Latin Albums) | 22             |
| Estados Unidos (Latin Pop Albums) | 5              |

## Certificaciones
| País   | Organismo certificador | Certificación | Ventas certificadas | Ref.  |
| ------ | ---------------------- | ------------- | ------------------- | ----- |
| México | AMPROFON               | Oro           | 30 000              | [ 7 ] |